# Seria 340 ČD
Řada 340 ČD – lokomotywa elektryczna wyprodukowana w 2003 roku z przebudowanych lokomotyw Řada 240 dla kolei czeskich. Przebudowano trzy lokomotywy. Wielosystemowy elektrowóz został wyprodukowany do prowadzenia międzynarodowych ekspresowych pociągów pasażerskich kursujących po zelektryfikowanych liniach kolejowych.